# 7596 Yumi
7596 Yumi è un asteroide della fascia principale. Scoperto nel 1993, presenta un'orbita caratterizzata da un semiasse maggiore pari a 3,0132757 UA e da un'eccentricità di 0,0769462, inclinata di 11,00533° rispetto all'eclittica.